# Kanał zasłonowy
Kanał zasłonowy (łac. canalis obturatorius) – w anatomii człowieka kanał stanowiący połączenie jamy miednicy z kończyną dolną. Wytworzony jest przez przednio-górny kąt otworu zasłonionego, który nie jest zamknięty przez błonę zasłonową. Jego ograniczeniami są od przodu guzek zasłonowy przedni kości łonowej, od tyłu guzek zasłonowy tylny kości kulszowej, od góry bruzda zasłonowa znajdująca się pomiędzy tymi guzkami, a od dołu – wolny brzeg błony zasłonowej. Przedłużeniem i wzmocnieniem kanału są górne brzegi mięśnia zasłaniacza zewnętrznego i mięśnia zasłaniacza wewnętrznego. Kanał zasłonowy ma około 20–30 mm długości i prowadzi skośnie ku dołowi, przyśrodkowo i do przodu od podotrzewnowej przestrzeni łącznotkankowej miednicy mniejszej do podstawy komory przywodzicieli uda. Przebiegają przez niego tętnica zasłonowa, żyły zasłonowe, nerw zasłonowy i naczynia chłonne zasłonowe (zwykle dwa), otoczone luźną tkanką tłuszczową. Nerw, tętnica i żyły zasłonowe wewnątrz kanału zasłonowego składają się na powrózek naczyniowo-nerwowy, w obrębie którego układają się w ten sposób, że najwyżej leży nerw, pod nim tętnica, a najniżej żyły. W górnej części kanału często znajduje się także węzeł zasłonowy na przebiegu jednego z naczyń chłonnych.